# Xu Shouhui

Xu Shouhui, conosciuto anche con il nome di Xu Zhenyi (真一 o 真逸; WG: Hsü Chen-i) (cinese tradizionale: 徐壽輝; cinese semplificato: 徐寿辉; pinyin: Xú Shòuhuī; Wade-Giles: Hsü Shou-hui; Hubei, XIV secolo – 1360), è stato un generale cinese, autoproclamatosi imperatore del regno di Tianwan durante gli ultimi anni della dinastia Yuan.

## Biografia
Nato nella contea di Luotian (羅田; attualmente situata nella provincia dello Hubei ed amministrata dalla città di Huanggang), Xu era un venditore di stoffe. Nell'agosto del 1351, si unì a dei ribelli di Qízhōu (蘄州) per fondare l'Esercito dei Turbanti Rossi, che si rifaceva alle idee di ribellione della setta buddhista del Loto Bianco. Nei mesi successivi, i Turbanti Rossi conquistarono la città di Qishui (蘄水) e vi stabilirono il loro quartier generale. La città venne altresì nominata capitale dell'Impero di Tianwan (天完), del quale Xu si autoproclamò imperatore con il nome dell'era Zhiping (治平).
Con gli anni, i Turbanti Rossi accrebbero le schiere del proprio esercito e dei propri sostenitori, e procedettero con l'invasione, nel 1352, delle province di Hebei, Jiangxi, Anhui, Fujian, Zhejiang, Jiangsu ed Hunan.

## Morte
Dopo essere stato temporaneamente sconfitto in battaglia dall'esercito mongolo Yuan, Xu scappò sul Monte Huangmei (黃梅山), dal quale però tornò nel 1355 per tentare ancora una volta un'invasione e per spostare la capitale ad Hanyang.
Seguì un relativo periodo di pace, tuttavia, cinque anni dopo, Xu Shouhui fu assassinato dal suo ex-compagno d'armi Chen Youliang. La sua morte senza successione causò anche la caduta dell'Impero Tianwan.